# 1997 AG21
1997 AG21 är en asteroid i huvudbältet som upptäcktes den 9 januari 1997 av de båda japanska astronomerna Seiji Ueda och Hiroshi Kaneda i Kushiro.
Asteroiden har en diameter på ungefär 5 kilometer.